# The Game Awards
A The Game Awards egy évente megrendezésre kerülő videójátékos díjátadó rendezvény. Az első esemény 2014-ben került megrendezésre, azóta pedig átvette az E3 helyét, mára a legnagyobb videójátékos kiadók mutatják be itt játékaikat.

## Története

A díj

Geoff Keighley 2014-ben alapította a The Game Awards díjátadó rendezvényt, amely számos kategóriában díjaz videójátékokat, videójáték-ipari cégeket, személyeket. A rendezvény a Spike Video Game Awards utódja. Keighley a díjazáson kívül később a trailerekre is nagyobb hangsúlyt próbált fektetni. Az első rendezvényt a Las Vegasi PH Live-ban rendezték 2014. december 5-én, és az év játéka győztese a Dragon Age: Inquisition lett. Az első rendezvény összesen 1,93 millió nézőt vonzott, így egyértelmű volt, hogy a következő évben is megrendezésre kerül a show. A 2015-ös műsort már 2,3 millióan követték figyelemmel, és többek között új trailert kapott a Uncharted 4: A Thief’s End játék. A 2020-as évekre teljesen átvette az E3 szerepét, a pandémia miatt pedig nagyobb figyelmet kapott a műsor, 93 millióan követték egyidejűleg a képernyők előtt.

## Díjazottak

### 2014
| Kategória                      | Díjazott                       |
| ------------------------------ | ------------------------------ |
| Év játéka                      | Dragon Age: Inqusition         |
| Legjobb fejlesztő              | Nintendo                       |
| Legjobb indie játék            | Shovel Knight                  |
| Legjobb mobiljáték             | Hearthstone                    |
| Legjobb történet               | Valiant Hearts: The Great War  |
| Legjobb zene/betétdal          | Destiny                        |
| Legjobb alakítás               | Trey Parker                    |
| Játékok a változásért          | Valiant Hearts: The Great War  |
| Legjobb lövöldözős játék       | Far Cry 4                      |
| Legjobb akció/kaland játék     | Middle-earth: Shadow of Mordor |
| Legjobb szerepjáték            | Dragon Age: Inquisition        |
| Legjobb verekedős játék        | Super Smash Bros. for Wii U    |
| Legjobb családi játék          | Mario Kart 8                   |
| Legjobb sport játék            | Mario Kart 8                   |
| Legjobb multiplayer            | Destiny                        |
| Legjobb feldolgozás/újrakiadás | Grand Theft Auto V             |
| Legjobban várt játék           | The Witcher 3: Wild Hunt       |

### 2015
| Kategória                  | Díjazott                             |
| -------------------------- | ------------------------------------ |
| Év játéka                  | The Witcher 3: Wild Hunt             |
| Legjobb fejlesztő          | CD Projekt Red                       |
| Legjobb indie játék        | Rocket League                        |
| Legjobb mobiljáték         | Lara Croft Go                        |
| Legjobb történet           | Her Story                            |
| Legjobb vizuális élmény    | Ori and the Blind Forest             |
| Legjobb zene/betétdal      | Metal Gear Solid V: The Phantom Pain |
| Legjobb alakítás           | Viva Seifert                         |
| Játékok a változásért      | Life Is Strange                      |
| Legjobb lövöldözős játék   | Splatoon                             |
| Legjobb akció/kaland játék | Metal Gear Solid V: The Phantom Pain |
| Legjobb szerepjáték        | The Witcher 3: Wild Hunt             |
| Legjobb verekedős játék    | Mortal Kombat X                      |
| Legjobb családi játék      | Super Mario Maker                    |
| Legjobb sport játék        | Rocket League                        |
| Legjobb multiplayer        | Splatoon                             |
| Legjobban várt játék       | No Man's Sky                         |

### 2016
| Kategória                            | Díjazott                                  |
| ------------------------------------ | ----------------------------------------- |
| Év játéka                            | Overwatch                                 |
| Legjobb rendezés                     | Overwatch                                 |
| Legjobb indie játék                  | Inside                                    |
| Legjobb mobiljáték                   | Pokémon Go                                |
| Legjobb történet                     | Uncharted 4: A Thief’s End                |
| Legjobb vizuális élmény              | Inside                                    |
| Legjobb zene és audiovizuális élmény | Doom                                      |
| Játékok a változásért                | That Dragon, Cancer                       |
| Legjobb VR játék                     | Rez                                       |
| Legjobb akció/kaland játék           | Dishonored 2                              |
| Legjobb szerepjáték                  | The Witcher 3: Wild Hunt - Blood and Wine |
| Legjobb verekedős játék              | Street Fighter V                          |
| Legjobb családi játék                | Pokémon Go                                |
| Legjobb sport/versenyzős játék       | Forza Horizon 3                           |
| Legjobb multiplayer                  | Overwatch                                 |
| Legjobb stratégiai játék             | Civilization VI                           |
| Legjobban várt játék                 | The Legend of Zelda: Breath of the Wild   |

### 2017
| Kategória                            | Díjazott                                |
| ------------------------------------ | --------------------------------------- |
| Év játéka                            | The Legend of Zelda: Breath of the Wild |
| Legjobb rendezés                     | The Legend of Zelda: Breath of the Wild |
| Legjobb indie játék                  | Cuphead                                 |
| Legjobb mobiljáték                   | Monument Valley 2                       |
| Legjobb kézikonzolos játék           | Metroid: Samus Returns                  |
| Legjobb történet                     | What Remains of Edith Finch             |
| Legjobb vizuális élmény              | Cuphead                                 |
| Legjobb zene és audiovizuális élmény | Nier: Automata                          |
| Játékok a változásért                | Hellblade: Senua's Sacrifice            |
| Legjobb VR játék                     | Resident Evil 7: Biohazard              |
| Legjobb akció/kaland játék           | The Legend of Zelda: Breath of the Wild |
| Legjobb akció játék                  | Wolfenstein II: The New Colossus        |
| Legjobb szerepjáték                  | Persona 5                               |
| Legjobb verekedős játék              | Injustice 2                             |
| Legjobb családi játék                | Super Mario Odyssey                     |
| Legjobb sport/versenyzős játék       | Forza Motorsport 7                      |
| Legjobb multiplayer                  | PlayerUnknown’s Battlegrounds           |
| Legjobb jelenleg is támogatott játék | Overwatch                               |
| Legjobb stratégiai játék             | Mario + Rabbids Kingdom Battle          |
| Legjobb debütáló indie játék         | Cuphead                                 |
| Legjobban várt játék                 | The Last Of Us Part II                  |

### 2018
| Kategória                            | Díjazott                 |
| ------------------------------------ | ------------------------ |
| Év játéka                            | God Of War               |
| Legjobb rendezés                     | God Of War               |
| Legjobb indie játék                  | Celeste                  |
| Legjobb mobiljáték                   | Florence                 |
| Legjobb történet                     | Red Dead Redemption 2    |
| Legjobb vizuális élmény              | Return of the Obra Dinn  |
| Legjobb zene és audiovizuális élmény | Red Dead Redemption 2    |
| Legjobb alakítás                     | Roger Clark              |
| Játékok a változásért                | Celeste                  |
| Legjobb VR játék                     | Astro Bot Rescue Mission |
| Legjobb akció/kaland játék           | God Of War               |
| Legjobb akció játék                  | Dead Cells               |
| Legjobb szerepjáték                  | Monster Hunter: World    |
| Legjobb verekedős játék              | Dragon Ball FighterZ     |
| Legjobb családi játék                | Overcooked 2             |
| Legjobb sport/versenyzős játék       | Forza Horizon 4          |
| Legjobb multiplayer                  | Fortnite                 |
| Legjobb stratégiai játék             | Into the Breach          |
| Legjobb tanulói játék                | Combat 2018              |
| Legjobb debütáló indie játék         | The Messenger            |

### 2019
| Kategória                            | Díjazott                       |
| ------------------------------------ | ------------------------------ |
| Év játéka                            | Sekiro: Shadows Die Twice      |
| Legjobb rendezés                     | Death Stranding                |
| Legjobb indie játék                  | Disco Elysium                  |
| Legjobb mobiljáték                   | Call of Duty: Mobile           |
| Legjobb történet                     | Disco Elysium                  |
| Legjobb vizuális élmény              | Control                        |
| Legjobb zene/betétdal                | Death Stranding                |
| Legjobb audiovizuális élmény         | Call of Duty: Modern Warfare   |
| Legjobb alakítás                     | Mads Mikkelsen                 |
| Játékok a változásért                | Gris                           |
| Legjobb VR játék                     | Beat Saber                     |
| Legjobb akció/kaland játék           | Sekiro: Shadows Die Twice      |
| Legjobb akció játék                  | Devil May Cry 5                |
| Legjobb szerepjáték                  | Disco Elysium                  |
| Legjobb verekedős játék              | Super Smash Bros. Ultimate     |
| Legjobb családi játék                | Luigi's Mansion 3              |
| Legjobb sport/versenyzős játék       | Crash Team Racing Nitro-Fueled |
| Legjobb multiplayer                  | Apex Legends                   |
| Legjobb jelenleg is támogatott játék | Fortnite                       |
| Legjobb stratégiai játék             | Fire Emblem: Three Houses      |
| Legjobb közösségi támogatás          | Destiny 2                      |
| Legjobb debütáló indie játék         | Disco Elysium                  |
| Játékosok év játéka                  | Fire Emblem: Three Houses      |

### 2020
| Kategória                            | Díjazott                      |
| ------------------------------------ | ----------------------------- |
| Év játéka                            | The Last Of Us Part II        |
| Legjobb rendezés                     | The Last Of Us Part II        |
| Legjobb indie játék                  | Hades                         |
| Legjobb mobiljáték                   | Among Us                      |
| Legjobb történet                     | The Last Of Us Part II        |
| Legjobb vizuális élmény              | Ghost of Tsushima             |
| Legjobb zene/betétdal                | Final Fantasy VII Remake      |
| Legjobb audiovizuális élmény         | The Last Of Us Part II        |
| Legjobb alakítás                     | Laura Bailey                  |
| Játékok a változásért                | Tell Me Why                   |
| Legjobb VR játék                     | Half-Life: Alyx               |
| Legjobb akció/kaland játék           | The Last Of Us Part II        |
| Legjobb akció játék                  | Hades                         |
| Legjobb szerepjáték                  | Final Fantasy VII Remake      |
| Legjobb verekedős játék              | Mortal Kombat 11              |
| Legjobb családi játék                | Animal Crossing: New Horizons |
| Legjobb sport/versenyzős játék       | Tony Hawk's Pro Skater 1 + 2  |
| Legjobb multiplayer                  | Among Us                      |
| Legjobb jelenleg is támogatott játék | No Man's Sky                  |
| Legjobb szimulációs/stratégiai játék | Microsoft Flight Simulator    |
| Legjobb közösségi támogatás          | Fall Guys                     |
| Innováció az akadálymentesítésben    | The Last Of Us Part II        |
| Legjobb debütáló indie játék         | Phasmophobia                  |
| Játékosok év játéka                  | Ghost of Tsushima             |
| Legjobban várt játék                 | Elden Ring                    |

### 2021
| Kategória                            | Díjazott                         |
| ------------------------------------ | -------------------------------- |
| Év játéka                            | It Takes Two                     |
| Legjobb rendezés                     | Deathloop                        |
| Legjobb indie játék                  | Kena: Bridge of Spirits          |
| Legjobb mobiljáték                   | Genshin Impact                   |
| Legjobb történet                     | Marvel's Guardians of the Galaxy |
| Legjobb vizuális élmény              | Deathloop                        |
| Legjobb zene/betétdal                | Nier                             |
| Legjobb audiovizuális élmény         | Forza Horizon 5                  |
| Legjobb alakítás                     | Maggie Robertson                 |
| Játékok a változásért                | Life Is Strange: True Colors     |
| Legjobb VR játék                     | Resident Evil 4                  |
| Legjobb akció/kaland játék           | Metroid Dread                    |
| Legjobb akció játék                  | Returnal                         |
| Legjobb szerepjáték                  | Tales of Arise                   |
| Legjobb verekedős játék              | Guilty Gear Strive               |
| Legjobb családi játék                | It Takes Two                     |
| Legjobb sport/versenyzős játék       | Forza Horizon 5                  |
| Legjobb multiplayer                  | It Takes Two                     |
| Legjobb jelenleg is támogatott játék | Final Fantasy XIV                |
| Legjobb szimulációs/stratégiai játék | Age of Empires IV                |
| Legjobb közösségi támogatás          | Final Fantasy XIV                |
| Innováció az akadálymentesítésben    | Forza Horizon 5                  |
| Legjobb debütáló indie játék         | Kena: Bridge of Spirits          |
| Játékosok év játéka                  | Halo Infinite                    |
| Legjobban várt játék                 | Elden Ring                       |

### 2022
| Kategória                            | Díjazott                                  |
| ------------------------------------ | ----------------------------------------- |
| Év játéka                            | Elden Ring                                |
| Legjobb rendezés                     | Elden Ring                                |
| Legjobb indie játék                  | Stray                                     |
| Legjobb mobiljáték                   | Marvel Snap                               |
| Legjobb történet                     | God of War Ragnarök                       |
| Legjobb vizuális élmény              | Elden RIng                                |
| Legjobb zene/betétdal                | God of War Ragnarök                       |
| Legjobb audiovizuális élmény         | God of War Ragnarök                       |
| Legjobb alakítás                     | Christopher Judge                         |
| Játékok a változásért                | As Dusk Falls                             |
| Legjobb VR játék                     | Moss: Book II                             |
| Legjobb akció/kaland játék           | God of War Ragnarök                       |
| Legjobb akció játék                  | Bayonetta 3                               |
| Legjobb szerepjáték                  | Elden Ring                                |
| Legjobb verekedős játék              | MultiVersus                               |
| Legjobb családi játék                | Kirby and the Forgotten Land              |
| Legjobb sport/versenyzős játék       | Gran Turismo 7                            |
| Legjobb multiplayer                  | Splatoon 3                                |
| Legjobb jelenleg is támogatott játék | Final Fantasy XIV                         |
| Legjobb szimulációs/stratégiai játék | Mario + Rabbids Sparks of Hope            |
| Legjobb közösségi támogatás          | Final Fantasy XIV                         |
| Legjobb debütáló indie játék         | Stray                                     |
| Játékosok év játéka                  | Genshin Impact                            |
| Legjobb adaptiáció                   | Arcane                                    |
| Legjobban várt játék                 | The Legend of Zelda: Tears of the Kingdom |

### 2023
| Kategória                            | Díjazott                                  |
| ------------------------------------ | ----------------------------------------- |
| Év játéka                            | Baldur's Gate 3                           |
| Legjobb rendezés                     | Alan Wake 2                               |
| Legjobb indie játék                  | Sea of Stars                              |
| Legjobb mobiljáték                   | Honkai: Star Rail                         |
| Legjobb történet                     | Alan Wake 2                               |
| Legjobb vizuális élmény              | Alan Wake 2                               |
| Legjobb zene/betétdal                | Final Fantasy XVI                         |
| Legjobb audiovizuális élmény         | Hi-Fi Rush                                |
| Legjobb alakítás                     | Neil Newbon                               |
| Játékok a változásért                | Tchia                                     |
| Legjobb VR játék                     | Resident Evil Village                     |
| Legjobb akció/kaland játék           | The Legend of Zelda: Tears of the Kingdom |
| Legjobb akció játék                  | Armored Core VI: Fires of Rubicon         |
| Legjobb szerepjáték                  | Baldur's Gate 3                           |
| Legjobb verekedős játék              | Street Fighter 6                          |
| Legjobb családi játék                | Super Mario Bros. Wonder                  |
| Legjobb sport/versenyzős játék       | Forza Motorsport                          |
| Legjobb multiplayer                  | Baldur's Gate 3                           |
| Legjobb jelenleg is támogatott játék | Cyberpunk 2077                            |
| Legjobb szimulációs/stratégiai játék | Pikmin 4                                  |
| Legjobb közösségi támogatás          | Baldur's Gate 3                           |
| Innováció az akadálymentesítésben    | Forza Motorsport                          |
| Legjobb debütáló indie játék         | Cocoon                                    |
| Játékosok év játéka                  | Baldur's Gate 3                           |
| Legjobb adaptáció                    | The Last of Us                            |
| Legjobban várt játék                 | Final Fantasy VII Rebirth                 |

### 2024
| Kategória                            | Díjazott                         |
| ------------------------------------ | -------------------------------- |
| Év játéka                            | Astro Bot                        |
| Legjobb rendezés                     | Astro Bot                        |
| Legjobb indie játék                  | Balatro                          |
| Legjobb mobiljáték                   | Balatro                          |
| Legjobb történet                     | Metaphor: ReFantazio             |
| Legjobb vizuális élmény              | Metaphor: ReFantazio             |
| Legjobb zene/betétdal                | Final Fantasy VII Rebirth        |
| Legjobb audiovizuális élmény         | Senua's Saga: Hellblade II       |
| Legjobb alakítás                     | Melina Juergens                  |
| Játékok a változásért                | Neva                             |
| Legjobb VR játék                     | Batman: Arkham Shadow            |
| Legjobb akció/kaland játék           | Astro Bot                        |
| Legjobb akció játék                  | Black Myth: Wukong               |
| Legjobb szerepjáték                  | Metaphor: ReFantazio             |
| Legjobb verekedős játék              | Tekken 8                         |
| Legjobb családi játék                | Astro Bot                        |
| Legjobb sport/versenyzős játék       | EA Sports FC 25                  |
| Legjobb multiplayer                  | Helldivers 2                     |
| Legjobb jelenleg is támogatott játék | Helldivers 2                     |
| Legjobb szimulációs/stratégiai játék | Frostpunk 2                      |
| Legjobb közösségi támogatás          | Baldur's Gate 3                  |
| Innováció az akadálymentesítésben    | Prince of Persia: The Lost Crown |
| Legjobb debütáló indie játék         | Balatro                          |
| Játékosok év játéka                  | Black Myth: Wukong               |
| Legjobb adaptáció                    | Fallout                          |
| Legjobban várt játék                 | Grand Theft Auto VI              |